# Puro, Chile

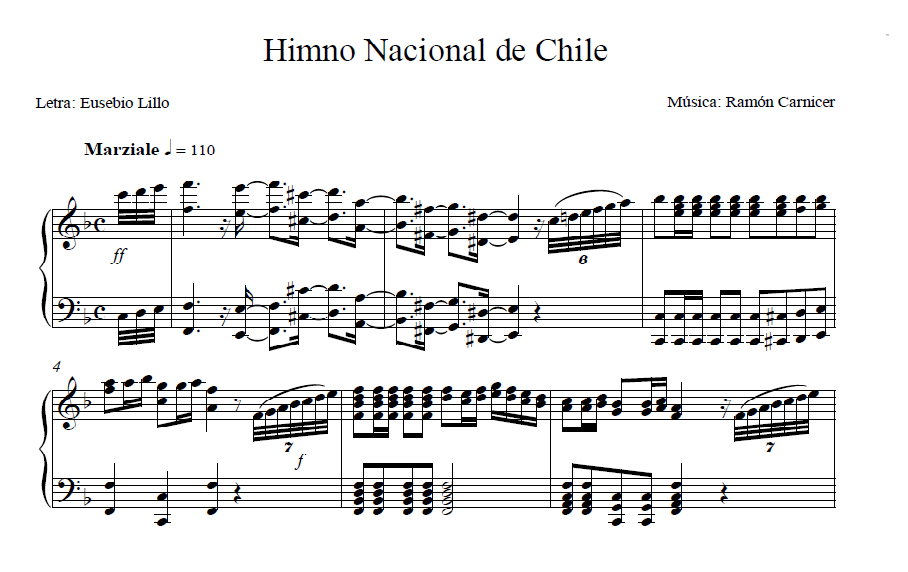
Die ersten Takte des Vorspiels der chilenischen Nationalhymne in F-Dur

Puro, Chile ist die Nationalhymne Chiles. Sie besteht aus der Strophe „Puro, Chile“, die einer längeren Freiheitsdichtung des chilenischen Dichters Eusebio Lillo (1847) entnommen ist, und dem Kehrvers „Dulce patria“, den der argentinische Dichter Bernardo de Vera y Pintado im Auftrag des chilenischen Revolutionsführers Bernardo O’Higgins verfasste (1818). Die Musik ist ein Auftragswerk des im britischen Exil wirkenden katalanischen Komponisten Ramón Carnicer (1828) und beruht auf einer damals noch unveröffentlichten Vorlage aus der 1833 uraufgeführten Oper Lucrezia Borgia von Gaetano Donizetti. 1909 wurden Text und Melodie der Hymne erstmals gesetzlich festgelegt und 1910 offiziell herausgegeben. Seit 1990 ist die Aufführungsweise der Hymne mit den beiden in dieser Reihenfolge gesungenen Bestandteilen gesetzlich festgelegt.

## Text
Strophe:
Puro, Chile, es tu cielo azulado,

puras brisas te cruzan también;

y tu campo de flores bordado

es la copia feliz del Edén.

Majestuosa es la blanca montaña

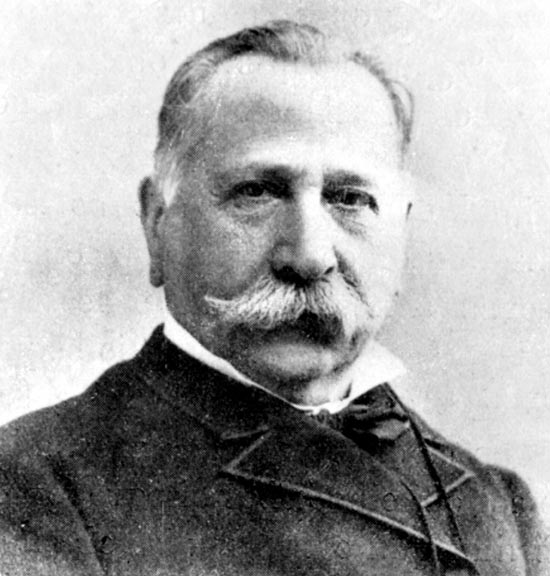
Eusebio Lillo Robles (um 1885)

: que te dio por baluarte el Señor; : (2x)

: y ese mar que tranquilo te baña

te promete futuro esplendor. : (2x)
Kehrvers:
Dulce patria, recibe los votos

con que Chile en tus aras juró:

: que o la tumba serás de los libres

o el asilo contra la opresión, : (3x)

: o el asilo contra la opresión. : (2x)

## Übersetzung (C.Wehrhahn, 1957)
Strophe:
Rein strahlt, Chile, Dein Himmel, der blaue,

reine Brisen Dich stetig durchwehn,

und beim Anblick der blühenden Aue,

deucht uns Eden auf Erden zu sehn.

Hoheitsvoll sind die schneeigen Anden,

: die Dir Gott als ein Bollwerk vermacht, : (2x)

: und Dein Meer, dessen Wogen sanft branden,

ist Versprechen von künftiger Pracht. : (2x)
Kehrvers:
Teure Heimat erhör jene Schwüre,

die Dir Chile am Altar entbot:

: Als sein Grab Dich der Freie erküre,

oder Zuflucht sei Du vorm Despot. : (3x)

: Oder Zuflucht sei Du vorm Despot. : (2x)

## Text der Gesamtdichtung

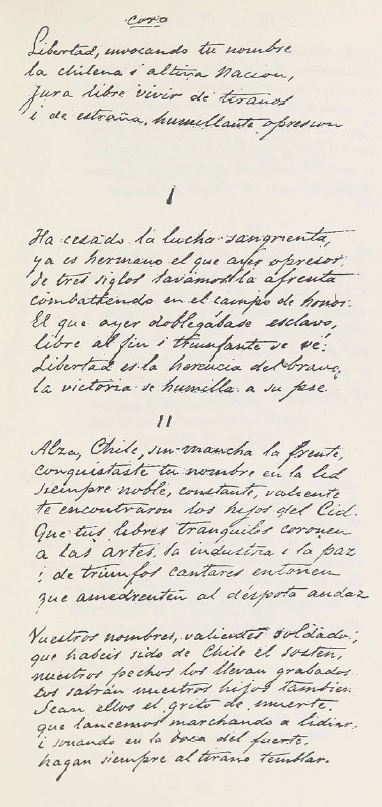
Erste Seite des endgültigen Liedmanuskripts von Eusebio Lillo (1904) mit dem von Lillo ursprünglich vorgesehenen Chorvers (coro), der mit den Worten Libertad, invocando tu nombre („O Freiheit, deinen Namen anrufend ...“) beginnt. Dieser Refrain war allerdings nie Teil der Nationalhymne, weil das Lied bereits 1847 mit dem alten Kehrvers „Dulce Patria“ gedruckt wurde.

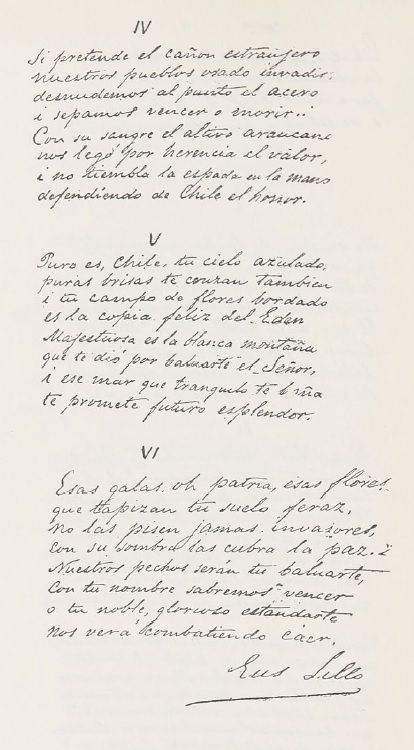
Zweite Seite des Manuskripts aus dem Jahr 1904 mit der fünften Strophe des Nationalen Liedes, deren Eingangsvers eine leicht abweichende Wortstellung hat. Zeitentsprechend benutzt Lillo hier außerdem die reformierte chilenische Rechtschreibung nach Andrés Bello (beispielsweise „i“ statt y, für „und“).

Deutsche Übersetzung von César Wehrhahn (1957), abgedruckt bei Canales S. 43 f.

## Geschichte
Die erste chilenische Nationalhymne, aus welcher der bis heute verwendete Kehrvers stammt, entstand 1818/19 nach der Schlacht von Maipú im Auftrag der Führung der chilenischen Patrioten unter Bernardo O’Higgins als Gemeinschaftswerk des argentinischen Juristen und Dichters Bernardo de Vera y Pintado (1780–1827) und des chilenischen Musikers Manuel Robles (1780–1837). Sie wurde am 20. August 1820 in Santiago de Chile uraufgeführt und in den ersten Jahren der Unabhängigkeit besonders als patriotische Rahmung von Theateraufführungen häufig gespielt.

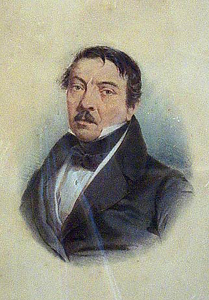
Ramón Carnicer

Als Ersatz für die vielfach kritisierte Musik von Robles bestellte der damals als Gesandter Chiles in London tätige chilenische Staatsmann Mariano Egaña bei dem dort im Exil lebenden Ramón Carnicer 1827 eine neue Melodie, die den bestehenden Liedtext neu vertonen sollte. Carnicer, der 1828 nach Barcelona zurückkehrte, war ein glühender Verehrer Donizettis und benutzte für die Komposition eine ihm bekannte, damals noch nicht veröffentlichte Vorlage des italienischen Meisters (die sich in der Schluss-Stretta des Prologs der 1833 uraufgeführten Donizetti-Oper Lucrezia Borgia wiederfindet). Die Komposition im italienischen Opernstil beginnt mit einem instrumentalen Vorspiel, dem Strophe und Refrain folgen. Die Uraufführung der neuen Melodie fand bei einem Weihnachtskonzert am 23. Dezember 1828 statt, bei dem auch die bisherige Hymne von Robles gespielt wurde. In den folgenden Jahren konkurrierten die beiden Stücke zunächst noch miteinander. Später geriet die Melodie von Robles in Vergessenheit und wurde 1868 von dem chilenischen Komponisten José Zapiola rekonstruiert.
Der sehr kampfbetonte und spanienfeindliche Text des nationalen Liedes stieß auf zunehmende Proteste der spanischen Gemeinde in Chile und galt seit den 1840er Jahren als nicht mehr zeitgemäß. Die Spanier wurden in dem Text unter anderem als „Monster“ bezeichnet, denen man „das Genick brechen“ solle. Nach der Anerkennung Chiles durch Spanien 1844 und Entsendung des ersten spanischen Botschafters 1847 gab die chilenische Regierung auf dessen Ersuchen eine Neuschöpfung des Textes bei dem jungen Dichter und damaligen Ministerialbeamten Eusebio Lillo in Auftrag, dessen Gedicht von Andrés Bello, dem Sprachgelehrten und Gründer der chilenischen Nationaluniversität, redigiert wurde. Da Bello den von Lillo vorgeschlagenen Refrain des Liedes als zu anmaßend empfand und ablehnte, übernahm man den einleitenden Chorvers „Dulce patria“ aus dem alten Text von Vera y Pintado als Kehrvers. Die neue Hymne wurde im September 1847 in den maßgeblichen chilenischen Zeitungen publiziert, blieb aber zunächst wenig populär. Als nationales Identifikationssymbol galt jahrzehntelang allein der weithin bekannte Kehrvers. Erst in den letzten Jahren des 19. Jahrhunderts setzte sich der Brauch durch, bei Aufführungen die fünfte Strophe „Puro, Chile“ aus Lillos Gesang zusammen mit dem Refrain von Vera y Pintado anzustimmen. 1909 wurde die Gestalt der Nationalhymne von Pedro Montt per Präsidialdekret erstmals gesetzlich beschrieben und 1910 anlässlich der Feiern zum hundertsten Jahrestag der ersten Unabhängigkeit Chiles ein amtlicher Text veröffentlicht.
Die aktuell gültige Fassung der Hymne wurde am 24. Juli 1941 durch ein Dekret des Präsidenten Pedro Aguirre Cerda festgelegt. Zwischen der ursprünglichen Dichtung (letzte Hand 1904), ihrer 1909/10 zur Nationalhymne bestimmten Fassung und der heutigen offiziellen Version gibt es einzelne geringfügige Textabweichungen, welche die Grundstruktur aber nicht berühren. So besitzt der erste Vers der fünften Strophe in Lillos 1904 eingereichtem Manuskript die Form „Puro es, Chile, tu cielo azulado“ (statt Puro, Chile, es tu cielo azulado); und in der 1910 veröffentlichten Textfassung war in der vorletzten Zeile der Strophe das Wort tranquilo („ruhig“, „sanft“) durch extendido („ausgedehnt“, „weit“) ersetzt, was 1941 rückgängig gemacht wurde.
In der Zeit der chilenischen Militärdiktatur unter Augusto Pinochet zwischen 1973 und 1989 wurde es unter Regimeanhängern üblich, zusätzlich zu dem traditionellen Gesang auch die dritte Strophe des Liedes von Lillo zu singen, die das Soldatentum verherrlicht. Diese Praxis wurde 1990 mit der Transition in Chile abgeschafft und die traditionelle Aufführungsweise gesetzlich festgeschrieben.
Die bestimmende Leitidee beider Fassungen des nationalen Liedes ist die Freiheit, weshalb die chilenische Hymne auch als Lied der Freien bezeichnet wird.